# سیستم آو ا داون (آلبوم)
 «سیستم آو ا داون» (به انگلیسی: System of a Down) آلبومی از گروه موسیقی پراگرسیو متال سیستم آو ا داون است که در سال ۱۹۹۸ میلادی منتشر شد.